# Tour of Fuzhou
Tour of Fuzhou – wieloetapowy wyścig kolarski rozgrywany corocznie wokół chińskiego miasta Fuzhou.
Wyścig rozgrywany jest corocznie od 2012. Od początku włączony jest do cyklu UCI Asia Tour – w latach 2012–2015 z kategorią 2.2, a od 2016 z kategorią 2.1.
Początkowy zwycięzca edycji z 2016, Irańczyk Rahim Emami, został zdyskwalifikowany za stosowanie niedozwolonych środków dopingujących, w związku z czym jego wynik w tej imprezie został anulowany, a organizatorzy w klasyfikacji generalnej wyścigu dokonali przesunięć końcowych pozycji kolejnych zawodników.

## Zwycięzcy
Opracowano na podstawie:
| Rok  | Pierwsze          | Drugie            | Trzecie                |
| ---- | ----------------- | ----------------- | ---------------------- |
| 2012 | Choi Ki Ho        | David McCann      | Koos Jeroen Kers       |
| 2013 | Rahim Ememi       | Milan Kadlec      | Koos Jeroen Kers       |
| 2014 | Samad Poor Seiedi | Amir Kolahdozhagh | Ghader Mizbani Iranagh |
| 2015 | Rahim Ememi       | Ahad Kazemi       | Jasper Ockeloen        |
| 2016 | Arvin Moazemi     | Peter Schulting   | Hamid Pourhashemi      |
| 2017 | Jai Hindley       | Fung Ka Hoo       | Stanisłau Bażkou       |
| 2018 | Ilja Dawidienok   | Benjamin Dyball   | Lü Xianjing            |
| 2019 | Artur Fiedosiejew | Ilja Dawidienok   | Carlos Quintero        |